# Beltrão II da Provença
Beltrão II (morto entre 29 de abril de 1090 e 24 de julho de 1094) foi conde e marquês da Provença de 1061 até sua morte. Era filho de Godofredo I da Provença.
Em 1081, Beltrão renunciou a aliança com o império e jurou fidelidade ao Papa. Após sua morte, o margraviato da Provença passou para Raimundo IV de Toulouse, enquanto que o condado passou para sua irmã Gerberga.
Beltrão foi casado com Matilde, de quem teve uma filha:
- Cecília (morta em 1150), casada com Bernardo IV de Carcassonne.